# Козлова, Виктория Андреевна
Виктория Андреевна Козлова (21 декабря 1995) — российская футболистка, полузащитница клуба «Локомотив» и сборной России.

## Биография
Воспитанница футбольных секций города Черногорск (Хакасия), начинала в команде мальчиков, затем перешла в женскую команду «Звезда». Становилась призёром региональных соревнований среди девушек и взрослых, признавалась лучшей полузащитницей и нападающей турниров. Входила в состав сборной Хакасии.
Позднее переехала на учёбу в Красноярск, где присоединилась к любительской команде «Сибиряк», а затем была приглашена в ведущую команду города — «Енисей». Становилась двукратным серебряным призёром первого дивизиона России (2015, 2016). С 2017 года вместе со своим клубом выступает в высшей лиге, в 2017 и 2018 годах принимала участие во всех 14 матчах чемпионата. По состоянию на 2019 год являлась капитаном «Енисея».
В 2021 году перешла в московский «Локомотив». Обладательница Суперкубка России 2021 года. Чемпионка России 2021 года, стала единственной футболисткой «Локомотива», сыгравшей все 27 матчей в чемпионате. Бронзовый призёр чемпионатов 2022 и 2023 годов.
В составе студенческой сборной России стала бронзовым призёром летней Универсиады 2019 года, сыграв на турнире 5 матчей.
В национальной сборной России дебютировала 3 сентября 2019 года в отборочном матче ЧЕ-2021 против Эстонии, заменив на 74-й минуте Наталью Перепечину.

## Достижения
- Чемпионка России: 2021

Суперкубок России по футболу среди женщин
- обладатель (2): 2021, 2022